# Транспарент (ТВ серија)
Транспарент је америчка телевизијска серија са елементима комедије и драме. Главне улоге тумаче Џефри Тембор, Геби Хофман, Ејми Лендекер, Џеј Дуплес и Џудит Лајт. Серија се емитовала од 2014. до 2017. године.

## Радња
Серија прати породицу Фајферман која живи у Лос Анђелесу. Када се отац троје деце аутује као транс жена, породичне тајне почињу да испливавају на површину што доводи до драматичних догађаја.

## Ликови
- Џефри Тембор - Мора
- Геби Хофман - Али
- Ејми Лендекер - Сара
- Џеј Дуплес - Џош
- Џудит Лајт - Шели
- Роб Хјубел - Лен
- Александра Билингс - Давина